# Series 7
Series 7 est une collection de sept déclinaisons d'une même chaise créée par Arne Jacobsen dans les années 1950, donnant son nom par métonymie à un modèle phare et basique.

## Historique
Après la chaise Ant dessinée en 1951 par Arne Jacobsen, le designer danois dessine une seconde chaise, la Sevener qui deviendra le premier élément d'une collection de chaises appelée Serie 7. 

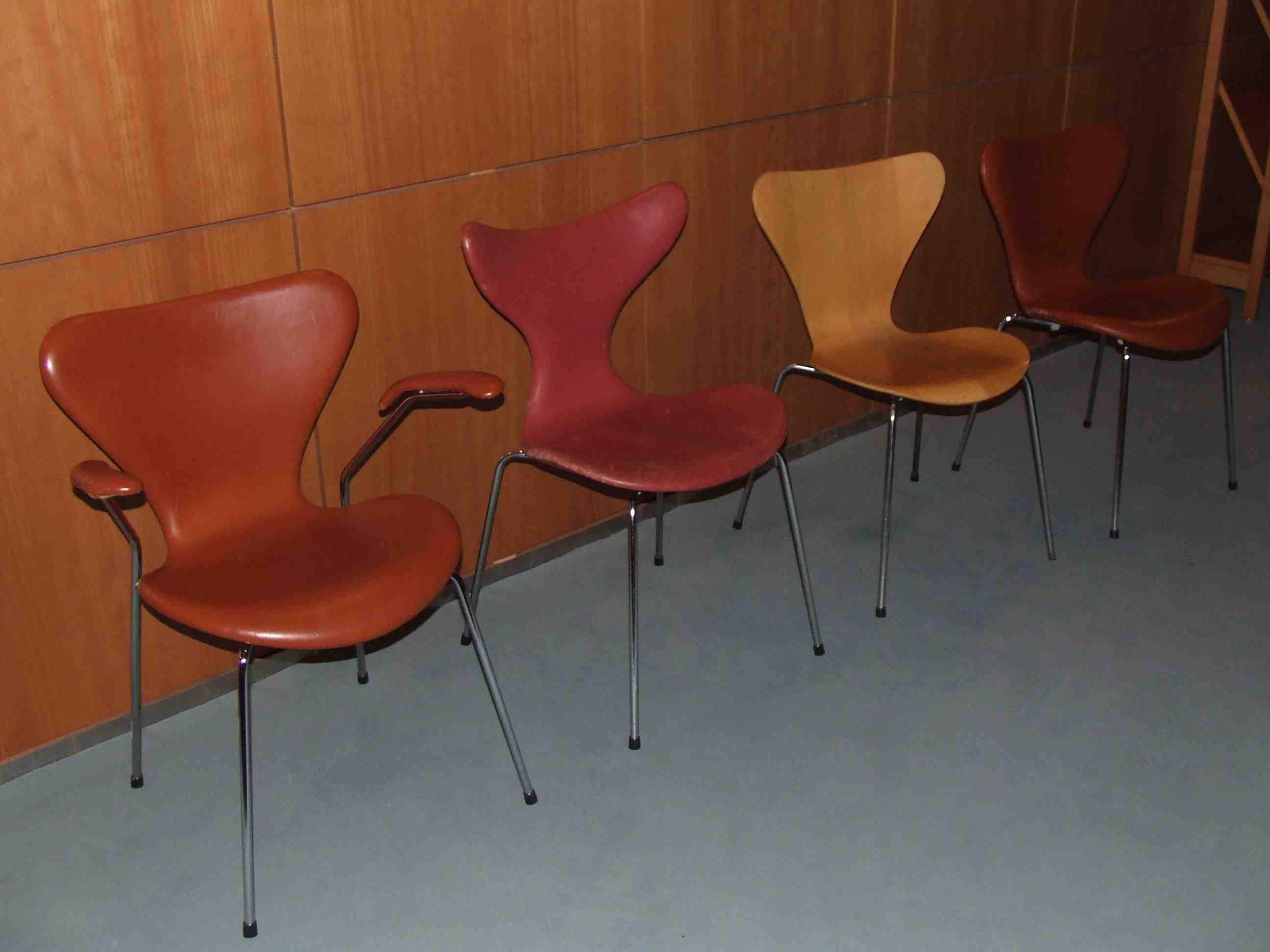
Modèles 3207, 3108, 3107 et 3107

La chaise est éditée depuis 1955 par Fritz Hansen avec le numéro de fabrication 3107.

## Description

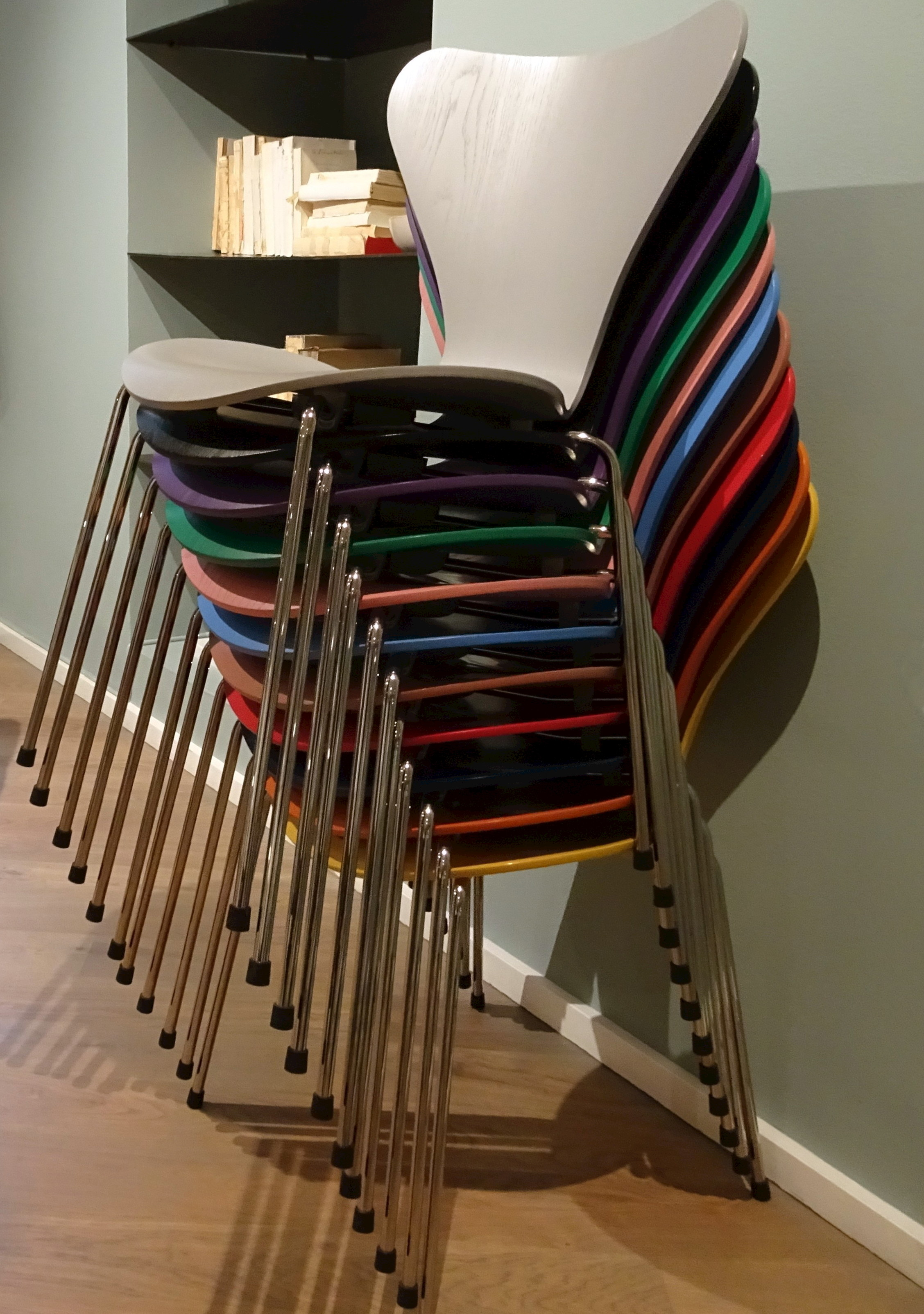
Chaises Series 7.

La chaise est composée d'un dossier en bois de forme triangulaire, mais avec des angles arrondis. L'assise et le dossier ne sont qu'un unique élément qui n'est pas posé directement sur les quatre pieds mais relié à eux ; l'assise semble donc flotter. La courbure du bois est réalisée par une presse offrant 94 tonnes de pression.
La collection est composée de dix finitions, quatorze couleurs et donc, en sept versions dont une, par exemple, avec accoudoirs ou une autre de bureau avec roulettes. Parfois certaines chaises sont éditées de façon limitée avec une palette de couleurs différentes, comme par exemple celles de Carla Sozzani dans les années 2020. Serie 7 reste le modèle le plus vendu par Fritz Hansen, avec plus de sept millions d'exemplaires, et est toujours éditée depuis 1955.